# Gilles Simon (automobilismo)
Gilles Gabriel Simon (Oujda, 14 giugno 1958) è un ingegnere francese.
È stato a capo della Direzione Motori ed Elettronica della Scuderia Ferrari di Formula 1 fino all'ottobre 2009, quando è stato sostituito da Luca Marmorini.
Dopo essersi laureato presso la École des mines di Parigi, nel 1984 inizia a lavorare per la Renault. Vi resta fino al 1989, lavorando nel settore ricerca e sviluppo ed occupandosi di motori stradali.
Successivamente è stato ingaggiato dalla Peugeot, occupandosi dello sviluppo del Motore V10.
Nel 1993 è passato alla Scuderia Ferrari (insieme con il connazionale Jean Todt), venendo assunto nella Direzione Motori, della quale ha preso il comando nel 2006.
Dal dicembre 2009 lavora per la Federazione Internazionale dell'Automobile. Dal luglio 2011 abbandona il ruolo del direttore powertrain e elettronica alla FIA per diventare direttore tecnico della PURE, casa motoristica che ha intenzione di entrare nel mondiale dal 2014.
Nel 2013 Simon è stato assunto come consulente da Honda per lavorare sul motore per la Formula Uno. Nel 2017 lascia l'incarico.